# Larkspur (Kalifornia)
Larkspur – miasto w Stanach Zjednoczonych, w stanie Kalifornia, w hrabstwie Marin. Według spisu ludności z roku 2010, w Larkspur mieszka 11926 mieszkańców.